# 小保方晴子
小保方 晴子（おぼかた はるこ、1983年〈昭和58年〉9月25日 - ）は、日本の科学者。独立行政法人理化学研究所の元研究員。
2014年1月末にSTAP細胞の論文を筆頭著者としてNature誌に発表し「リケジョの星」として一夜にして時代の寵児となった。その後、当該論文や早稲田大学の博士論文に画像の盗用や他人の論文からのコピペとされる内容があったことが明らかになり、また3年間の研究期間で研究ノートが2冊だけだった事などが報道された。理化学研究所の上司だった笹井芳樹はこの騒動を受けて自殺し、マスメディアの報道姿勢や警察の対応も問われた。学位は猶予期間を経て2015年11月に取り消され、理化学研究所も退職した。後に発表した手記『あの日』はベストセラーとなった。『婦人公論』に連載を持った。

## 概要
ハーバード大学医学大学院客員研究員、理化学研究所発生・再生科学総合センター客員研究員、同・細胞リプログラミング研究ユニットリーダーとして、胞子様細胞の研究に従事。2014年1月のネイチャー誌に、遺伝子導入を伴わない方法で全ての生体組織と胎盤組織に分化できる多能性を持った細胞（STAP細胞と命名された）を作出したことを筆頭著者として論文報告し、「リケジョの星」として注目を集めた。しかし、自身の博士論文も含めて誤ったとされる記載や研究実態の精度が問題となり、STAP細胞の論文は撤回され、博士論文には研究不正が認定された。8月5日には上司であり論文執筆を指導した笹井芳樹教授がメディアによる批判の渦中で自殺し、小保方は12月21日付で理化学研究所を退職した。小保方の研究者としての行く末や自身による検証実験の行方が大きな注目を集めた。研究内容のほかに人物像や記者会見、実験ノートに関する報道も耳目が集まり、多くの批判意見や擁護意見も世間を騒がせた。インターネットの匿名掲示板2ちゃんねるではSTAP細胞論文の発表から1年間で86万件以上の書き込みがSTAP細胞や小保方についてなされた。一方、STAP騒動よりはるかに重大な研究不正事件は他に存在するとも言われている。また、小保方の前後にも早稲田大学では博士論文の研究不正や博士学位の取扱いの問題が発生している（早稲田大学博士論文不正問題）。理化学研究所を退職後には文筆活動を行ったが、笹井芳樹の未亡人は、STAP細胞が本当はあるというのであれば小説を書く前に実験をしてほしいと述べた。

## 来歴・人物

### 幼少期から早大卒業まで
1983年（昭和58年）9月25日生まれ、千葉県松戸市出身。松戸市立第六中学校、東邦大学付属東邦高等学校卒業。中学時代はSAPIX松戸校、高校時代は代々木ゼミナールに通っていた。また、幼い頃から研究者を志し、生命や再生医療に興味を持っていた。
2002年4月、AO入試の一種である「創成入試」（現・特別選抜入試）で早稲田大学理工学部応用化学科に入学。学部時代はラクロス部で活動し、卒業研究では常田聡の下で微生物に関する研究に取り組んだ。2006年3月に、早稲田大学理工学部応用化学科を卒業。

### TWInsでの細胞シートの研究
早稲田大学大学院に進学すると専門分野を転向し、東京女子医科大学先端生命医科学研究所の研修生となり、東京女子医科大学教授大和雅之の指導の下、医工融合研究教育拠点である先端生命医科学センター (TWIns) にて再生医療の研究を開始する。ベンチャー企業セルシードでも活躍している岡野光夫や大和雅之の指導の下、細胞シートについての研究に取り組む。
研究は細胞をシート状にして組織工学へ応用する内容で、温度応答性培養皿で作製した口腔粘膜上皮細胞シートを皮下移植する技術について研究し、国内の学術講演会や国際会議（シカゴ、大阪、東京）における学会発表も経験した。指導教授の1人である岡野光夫は当時を振り返り、日曜日の夜遅くまで残る熱心さやプレゼンテーション資料の質、自分の意見をはっきり述べるといった点について小保方を評価していた。
2008年3月に早稲田大学大学院理工学研究科応用化学専攻修士課程を修了する。同年に小保方が筆頭著者の論文が掲載され、4月に早稲田大学大学院先進理工学研究科生命医科学専攻博士課程に進学した際は、日本学術振興会特別研究員 (DC1) に採択された。
博士論文は後述の胞子様細胞が中心になるが、博士課程においても再現性が高い皮下移植法の開発や、野生型マウスとヌードマウスにおける皮下移植後の組織や免疫応答の比較を行っている。学会発表や論文執筆も活発に行い、2011年に開発した皮下移植法がネイチャー・プロトコルに掲載された。この論文は小保方の実験データが存在しないことが判明したため、大和・岡野によって2015年に撤回される。別の論文でも第三著者として貢献している。

### BWHでの胞子様細胞の研究
小島宏司と大和雅之の縁で、2008年にグローバルCOEプログラムの一環でハーバード大学医学大学院教授のチャールズ・バカンティの研究室に短期留学する。チャールズ・バカンティの元で胞子様細胞 (spore-like cells) の研究に取り組み、セミナーを受講したり留学生仲間と小旅行に出かけるなど、留学生活を謳歌（おうか）する。留学期間終了後も客員研究員として2009年冬まで滞在する。胞子様細胞（spore-like cells）研究を発展させる実験に取り組み、2009年4月に幹細胞研究の論文を徹夜で200本読み込み、プレゼンテーションして、8月に論文を書いてPNAS誌に投稿するが、2010年春に論文は却下されてしまう。同じくバカンティ教授の下で研究し、論文の共著者の1人でもある小島宏司は「その後の2-3年は彼女は本当につらかっただろう」と語っている。
小保方は博士論文研究としてこの細胞の多能性を検証することに取り組む。「分化した動物細胞が刺激だけで多能性分化能を再獲得することはあり得ない」というのが常識であったため、ハーバード大学では多能性の判定の仕事を手伝ってくれる人が見つからなかった。そこで理化学研究所のチームリーダーであった若山照彦（後に山梨大学教授）の協力を仰いだ。若山は「最初は『できるはずがない』と思ったが、あり得ないことを試すのは自分も好きだったので手伝った」という。
最終的にティシュー・エンジニアリング誌へ論文を投稿し、2011年に掲載。2011年2月に博士論文「三胚葉由来組織（さんはいようゆらいそしき）に共通した万能性体性幹細胞の探索」を提出して、3月15日に早稲田大学で博士（工学）の学位を取得した。

### CDBにおけるSTAP研究
2011年4月から2013年2月まで理化学研究所発生・再生科学総合研究センター（CDB）ゲノムリプログラミング研究チーム（チームリーダー：若山照彦）客員研究員としてSTAP細胞の研究に取り組む。この間ハーバード・メディカルスクールの博士研究員（非常勤）の籍も持つ。
2010年にチャールズ・バカンティと大和雅之は独立に刺激で細胞が初期化されるアイデアを思い付き、小保方は幹細胞を取り出す実験を繰り返すうちに、取り出しているのではなく刺激でできていることを発見したとされる。この外からの刺激で体細胞を初期化する現象を「刺激惹起性多能性獲得」（英語名のstimulus-triggered acquisition of pluripotencyから「STAP」）」、それで得られる全ての生体組織と胎盤組織に分化できる多能性を持った細胞を「STAP細胞」（スタップさいぼう、STAP cells）、STAP細胞に増殖能を持たせたものを「STAP幹細胞」 (STAP-SC)、胎盤へ寄与できるものを「FI幹細胞」 (FI-SC) と名付けた。
2011年11月に若山照彦の指導のもと、キメラマウスの作成に成功、2012年4月にネイチャーへの論文投稿と米国仮特許出願を行う。しかし論文は不採用とされ、セルやサイエンスへも投稿し直すが、全て不採用にされてしまう。その後2012年12月に笹井芳樹、2013年1月に丹羽仁史が参加し、論文を再執筆。この間の11月15日に小保方へ対して研究ユニットリーダー（RUL）応募の打診があり、12月21日に採用面接を受けている。
2013年3月1日に研究ユニットリーダーに就任し、理化学研究所 発生・再生科学総合研究センター 細胞リプログラミング研究ユニットを主宰する。笹井芳樹らがメンターの元、3月中に米国仮特許出願とネイチャー再投稿、4月に国際特許出願を行う。2013年10月に国際特許が公開され、12月に念願のネイチャー論文2報（万能細胞の作製法が中心の撤回済みアーティクル論文と、多能性の検証が中心の撤回済みレター論文）が受理される。
2014年1月末にSTAP研究を発表し、「リケジョの星」「ノーベル賞級の発見」として一躍時の人となるが、STAP論文や博士論文において様々な研究不正の疑義が発覚。2月17日に理化学研究所やネイチャーが本格的に調査を開始。3月28日に早稲田大学も博士論文について調査委員会を立ち上げ、3か月ほどで報告を行うと発表した。

### 博士論文の調査と事後
博士論文については2014年7月17日に早稲田大学の調査委員会（委員長 小林英明弁護士）が総長へ報告し、同日、小林委員長らが記者会見を実施した。早稲田大学の調査委員会は、当時、「取り違いによって作成初期段階の草稿が製本され、それが博士論文として大学に提出された」との小保方の主張を、真実と認定し、製本された論文は「著作権侵害行為、創作者誤認惹起行為、意味不明な記載、論旨が不明瞭な記載、Tissue誌論文との記載内容と整合性がない記載、及び論文の形式上の不備と多くの問題個所が認められた」と認定した。そのうえで、「製本された論文を前提とすれば、学位を授与すべきでなかったが、大学の審査体制の不備で、いったん、授与してしまった以上は、大学で定められている『取り消し規定』に該当しない限り、取り消しはできない。今回のケースは、その規定に該当しない」との結論を記載した報告書を作成し、早大に提出した。同日会見した鎌田薫総長は、論文取り下げや審査やり直しも含めて学内で再議論するとした。同調査委員会は、7月に公表した報告書で、小保方の製本された論文には米国立衛生研究所（NIH）のWEBサイトからの英文のコピーや画像の流用など、少なくとも26か所の問題点があり、そのうち6か所は「故意による不正」だと認定していた。
2014年10月7日、早稲田大学は調査委員会の結論を受け入れず小保方の博士号を取り消すと決定した。ただし、論文の指導および審査過程にも重大な欠陥があったとし、1年程度の猶予期間を設け、その間に小保方が再指導・再教育を受けたうえで論文を訂正・再提出し、これが博士論文としてふさわしいものと認められた場合は学位を維持する、とした。この対応は、早稲田大学で初めてのことであった。
2015年11月2日、早稲田大学は、小保方に授与した博士号について、猶予期間が満了して、学位の取り消しが確定したと発表した。早稲田大学は猶予期間を設けるなど小保方には「特例中の特例」の対応をしたと主張したものの 、小保方側からは学位取消までの過程が不公正であったとの批判がなされ、さらに早稲田大学からは特例の対応によって適正な指導を試みたとの反論がなされた。小保方の研究不正を受けて指導と審査に欠陥があったとした早稲田大学は、再発防止策として指導と審査の徹底を定めた全学ガイドラインを策定した。
ただし、小保方が「特例」ということについては、小保方以前の2013年に早稲田大学の博士論文で研究不正が発覚して学位が取り消されること自体は生じていた。また小保方以後にもの2024年には早稲田大学の教員である沈雨香が同大在学時に執筆した博士論文に研究不正が認定されたことが公表され、この際には再度猶予期間が設けられ60項目の訂正を経て博士学位が維持されるといった対応もなされた。 小保方の研究不正の前後を通じて、早稲田大学の博士論文における研究不正が問題視され、指導と審査の適正さや学位の取り扱いが問われる事態が生じている（詳細は早稲田大学博士論文不正問題を参照） 。

### STAP騒動と理研からの離職
STAP論文については2014年4月1日に理化学研究所の調査委員会が最終報告を行ったが、小保方は4月7日から入院し、調査不服申し立てのために三木秀夫ら4名の弁護士からなる弁護団を代理人に選任する。4月8日に釈明記者会見を行い、「STAP細胞はあります」「200回以上作製に成功しています」などと強い口調で断言するなど、不正は全く無かったことを主張したものの、通常は弁護団経由でコメントを発信しており、会見やコメントも様々な批判を受けた。入院していながら5月下旬から検証実験への助言のため、CDBに出勤していたことが報道されている。
5月8日に認定された画像2点の不正によって、懲戒委員会が発足して処分が検討されていた。再現ができていないこと、論文に盗用や改ざんなどの不正が見つかったこと、サンプルや公開遺伝子データの遺伝子解析が論文と矛盾したことなどから、6月に論文撤回に追い込まれた。ユニットリーダー採用試験において、研究計画書の疑義や英語セミナーを省略するなどの特別扱いが発覚して逮捕の可能性も報道されたが、科学的な疑義に対する新たな予備調査が開始され、また検証実験へ小保方自身が参加することになり、6月30日に懲戒委員会は一時停止となった。予備調査を経て9月3日に本調査の委員会が設置されている。
7月2日のネイチャーによるSTAP論文の撤回は海外でも多く報道され、小保方も不正事件の中心人物として大きく取り上げられた。STAP研究の検証実験や事件の真相についても注目を集める中、7月23日には過剰な取材による騒動や負傷が発生、後に「放送倫理上の問題があった」「名誉毀損の人権侵害が認められる」として放送倫理・番組向上機構(BPO)から勧告が出ることになるSTAP研究不正事件の特集がNHKにより7月27日に放送された。8月5日に笹井芳樹が自殺し、小保方の精神面も心配された（詳細は笹井芳樹#自殺とその波紋を参照）。
12月15日に理化学研究所に退職願を提出、19日に承認され、21日付で退職した。12月19日に検証実験の結果が発表され、小保方も丹羽仁史らもSTAP細胞を再現できなかったことが明らかにされ、12月26日に科学的な調査結果が公表され、STAP細胞・STAP幹細胞・FI幹細胞らはことごとくES細胞などの混入であったと結論付けられた。どのようにES細胞が混入するに至ったかの実態は解明されなかったが、理化学研究所は調査終了を発表した（STAP細胞の詳細は刺激惹起性多能性獲得細胞を参照）。

### 理化学研究所退職後
小保方が退職した後もハーバードが調査を継続中との報道があり、2015年1月26日に理研ライフサイエンス技術基盤研究センター・元上級研究員の石川智久により、若山研究室におけるES細胞の窃盗容疑で兵庫県警察に刑事告発された。これについては、2016年5月に神戸地方検察庁が「窃盗の発生自体が疑わしい」とするコメントを添えて、不起訴処分とすると発表した。
2015年2月10日に理化学研究所は論文不正関係者の処分を発表、小保方を「懲戒解雇相当」とした。しかし、小保方は既に依願退職済みのため、処分に具体的な効力は伴わない。3月に、理化学研究所がSTAP問題の対応にかけた総経費は8360万円に上ったこと、退職までの2年弱に小保方に支給した研究費は計4600万円であることが明らかとなった。7月7日に理化学研究所は、以前より返還を求めていたネイチャーへの論文投稿費用である約60万円が小保方より同月6日付けで返還されたと発表した。
9月24日付のネイチャーに、ハーバード大のグループなどが計133回の再現実験ですべてSTAP細胞を作れなかったとの報告を発表。理化学研究所も「STAP細胞はES細胞（胚性幹細胞）由来だった」との試料解析結果を報告。ネイチャーは論説欄で「論文撤回時の説明はSTAP現象が本物である可能性を残していたが、2本の報告は現象が本当ではないことを立証した」とコメントした。
2016年1月28日、小保方はSTAP細胞問題に触れた手記『あの日』を出版し、話題を集めた。3月25日、「STAP細胞作成を実現するための確実な証拠となるような情報を、科学界に提供すること」を目的とし、STAP細胞の作製手順や理研による検証実験の内容を自身のサイト「STAP HOPE PAGE」で公開。
2016年2月10日、放送倫理・番組向上機構（BPO）の放送人権委員会は、理化学研究所の小保方晴子元研究員らのSTAP細胞問題を特集したNHKのドキュメンタリー番組「NHKスペシャル」について、（1）小保方を窃盗容疑者のように報道した件について「STAP細胞とされるES細胞は若山研究室の元留学生が作製し、 申立人の研究室で使われる冷凍庫に保管されていたものであって、これを申立人が何らかの不正行為により入手し混入してSTAP細胞を作製した疑惑があるとする事実摘示については、名誉毀損の人権侵害が認められる」、（2）小保方を宿泊先まで追跡し、結果的に小保方が全治2週間の受傷をした件について「取材手段が不適切な可能性がある」（ただし、小保方とNHKの主張は著しく異なっており事実の認定は困難とした）として、「放送倫理上の問題があった」として再発防止に努めるようNHKに勧告した。人権侵害による勧告は委員会の判断としては最も重い。
2016年5月26日発売の『婦人公論』に、小保方と瀬戸内寂聴の対談記事（カラー、7ページ）が掲載された。2014年4月の記者会見以来、2年ぶりのメディアへの登場であった。
2018年5月9日発売の『週刊文春』のグラビア「原色美女図鑑」に登場した。
2023年に大学時代からの付き合いである科学者の男性と結婚したことが女性セブン で報道された。

## 履歴

### 略歴
本節では所属・役職に関する略歴を記す。
- 2002年3月 - 東邦大学付属東邦高等学校 卒業
- 2006年3月 - 早稲田大学理工学部応用化学科 卒業
- 2008年3月 - 早稲田大学大学院理工学研究科修士課程 修了
- 2008年 - ハーバード大学医学大学院 研究員[160]
- 2011年3月 - 早稲田大学大学院先進理工学研究科 博士課程 修了、博士（工学）[56]
- 2011年4月 - 理化学研究所 発生・再生科学総合研究センター 客員研究員[160]
- 2013年3月1日 - 理化学研究所 発生・再生科学総合研究センター 研究ユニットリーダー[13]
- 2014年10月7日 - 1年間猶予付きながら、博士号の学位取り消し処分[96][95]
- 2014年11月21日 - 発生・再生科学総合研究センターの改組に伴い、理化学研究所研究不正再発防止改革推進本部検証実験チーム所属の研究員に役職変更[161][162]。
- 2014年12月21日 - 理化学研究所 依願退職[14]
- 2015年11月2日 - 博士号の学位取り消し処分が確定[98][9][10]

### 奨学金・奨励金
- 早稲田応用化学会 第3回給付奨学生（2007年度）[163]
- 日本学術振興会特別研究員DC1（2008 - 2010年度）

### 受賞歴
- 第10回 日本再生医療学会総会（2011年3月1日 - 3月2日）ベストポスター賞[164]
  - 「三胚葉由来組織に共通する成体幹細胞の探索」
  - 小保方晴子、小島宏司、大和雅之、若山照彦、常田聡、岡野光夫、Charles A. Vacanti[165]
- 2014年度ネット流行語大賞金賞（第1位）「STAP細胞はありまぁす｣[166]

## 著作

### 著書
- 『あの日』講談社、2016年1月。ISBN 978-4062200127。
- 『小保方晴子日記』中央公論新社、2018年3月20日。ISBN 978-4120050640。

### 記事
（学会誌記事）
- 「海外情報 Harvard Medical Schoolでの再生医療教育」、『再生医療』第10巻、第10号、2011年8月、190-192頁、NAID 40018947804。

（対談・インタビュー）
- 瀬戸内寂聴、小保方晴子「〈STAP騒動から2年〉小保方さん、あなたは必ず蘇ります」、『婦人公論』第1449号、2016年6月14日号、76-82頁。
- 小保方晴子「迷いなく今日を生きる どんな運命が待っていても、もう一度、私らしく - 」『婦人公論』第1479号、2018年4月10日号、72-75頁、118-120頁。

（連載）
- 「小保方晴子日記 -「あの日」からの記録」、『婦人公論』（2017年1月24日号 - 2018年3月27日号）

## 研究業績

### 学位論文
早稲田大学は、2015年10月30日の研究科長会の議を経て、「博士学位論文として相応しいもの」が提出されないまま、猶予期間が満了し、学位の取消しが確定した。

### 原著論文
- Y. Aoi, T. Kinoshita, T. Hata, H. Ohta, H. Obokata, S. Tsuneda (2009). “Hollow-fiber membrane chamber as a device for in situ environmental cultivation”. Applied and Environmental Microbiology 75 (11):  3826-3833.
- H. Obokata, K. Kojima, K. Westerman, M. Yamato, T. Okano, S. Tsuneda, C. A. Vacanti (2011). “The potential of stem cells in adult tissues representative of the three germ layers”. Tissue Engineering Part A 17 (5-6):  607-615.
  - C. A. Vacanti et al. (2014). “Erratum: The Potential of Stem Cells in Adult Tissues Representative of the Three Germ Layers”. Tissue Engineering Part A.
- R. P. Piccaro, H. Obokata, T. Iwata, A. P. Marques, S. Tsuneda, M. Yamato, R. L. Reis, T. Okano (2011). “Development of osteogenic cell sheets for bone tissue engineering applications”. Tissue Engineering Part A 17 (11-12):  1507-1515.
- H. Obokata, M. Yamato, S. Tsuneda, T. Okano (2011). “Reproducible subcutaneous transplantation of cell sheets into recipient mice”. Nature Protocols 6 (7):  1053-1059.
- J. A. Canseco, K. Kojima, A. R. Penvose, J. D. Ross, H. Obokata, A. H. Gomoll, C. A. Vacanti (2012). “Effect on ligament marker expression by direct-contact co-culture of mesenchymal stem cells and anterior cruciate ligament cells”. Tissue Engineering Part A 18 (23-24):  2549-2558.
- S. Wakayama, T. Kohda, H. Obokata, M. Tokoro, C. Li, Y. Terashita, E. Mizutani, V. T. Nguyen, S. Kishigami, F. Ishino, T. Wakayama (2013). “Successful serial recloning in the mouse over multiple generations”. Cell Stem Cell 12 (3):  293-297.

#### 取り下げられた論文
- H. Obokata, M. Yamato, J. Yang, K. Nishida, S. Tsuneda, T. Okano (2008). “Subcutaneous transplantation of autologous oral mucosal epithelial cell sheets fabricated on temperature-responsive culture dishes”. Journal of Biomedical Materials Research Part A 86 (4):  1088-1096.[167]
- Obokata, H.; Wakayama, T.; Sasai, Y.; Kojima, K.; Vacanti, M. P.; Niwa, H.; Yamato, M.; Vacanti, C. A. (2014-07-02). “Retraction:Stimulus-triggered fate conversion of somatic cells into pluripotency”. Nature 505:  641-647.[168]
- Obokata, H.; Sasai, Y.; Niwa, H.; Kadota, M.; Andrabi, M.; Takata, N.; Tokoro, M.; Terashita, Y.; Yonemura, S.; Vacanti, C. A.; Wakayama, T. (2014-07-02). “Retraction:Bidirectional developmental potential in reprogrammed cells with acquired pluripotency”. Nature 505:  676-680.[169]
- H. Obokata, Y. Sasai, H. Niwa (2014). “Essential technical tips for STAP cell conversion culture from somatic cells”. Protocol Exchange.

### 特許出願
- Vacanti, C. A. et al. (2013年10月31日). “Generating pluripotent cells de novo WO 2013163296 A1” (英語). 2014年2月5日閲覧。（国際特許公開、優先日：2012年4月24日、出願日：2013年4月24日）[注釈 7]
  -  (PDF) US 61/637,631（英語） - 米国仮特許出願（出願日：2012年4月24日）
  -  (PDF) US 61/779,533（英語） - 米国仮特許出願（出願日：2013年3月13日）
  -  (PDF) PCT/US2013/037996（英語） - 国際特許出願（出願日：2014年4月24日）

### 分担執筆
- 石原, 一彦、塙, 隆夫、前田, 瑞夫 編『バイオマテリアルの基礎』日本医学館、2010年11月25日。ISBN 978-4-89044-717-6。分担執筆、大和雅之・小保方晴子共著[173]

### 競争的資金
- 日本学術振興会 特別研究員奨励費：“再生医療本格化の為の上皮細胞を中心とした新規組織工学技術の開発、研究課題番号：08J05089、研究期間：2008?2010年度）”. 2014年5月18日閲覧。

### 講演
（招待講演）
- 『三胚葉由来組織に共通した成体幹細胞の探索』2010年1月16日、文部科学省 私立大学学術研究高度化推進事業（ハイテクリサーチセンター整備事業）「第3回 東京女子医科大学・早稲田大学 TWIns ジョイントシンポジウム」[174]（会場：東京女子医科大学・早稲田大学連携先端生命医科学研究教育施設 TWIns）
- 早稲田大学理工系女子学生向け女子会（インターネット回線による講演）、2014年2月5日、先端生命医科学センター（TWIns）[175]

（学会発表）
- その他に、細胞シートやsphere細胞に関する国内外での学会発表（学術講演会における研究発表）が多数ある[176]。